# It's All About You
It's All About You (ursprungligen på albanska: Nuk mundem pa ty, svenska: jag kan inte leva utan dig) är en sång av den albanska sångerskan Juliana Pasha, komponerad av Ardit Gjebrea och Pirro Çako.
Låten, framförd på albanska vann Festivali i Kënges 48 och kom att representera Albanien i Eurovision Song Contest 2010 i Oslo.
Den engelska versionen, "It's All About You" lanserades den 5 februari 2010, då en akustisk version presenterades på albansk TV.
En mer bearbetad version av låten presenterades på Makedoniens nationella uttagning till Eurovision Song Contest 2010, Skopje Fest. Den 18 mars 2010 presenterades den slutgiltiga versionen av låten som kom att representera Albanien i Eurovision Song Contest 2010 på en TV-show.
Låtens refräng:
| ” | It’s all about you, the things that I do The rest of the world don’t understand me You’re all that I dream, everything that I need ‘Cause when you are gone, I feel so empty It’s all in the way you look at me, you’re driving me crazy It’s all about you, all the things that I do You are my life, ’cause you make it amazing | „ |

## Versioner av låten
| Versionens namn    | Språk    | Version            | Först uppvisad;    | Land där versionen marknadsfördes | Releasedatum       |
| ------------------ | -------- | ------------------ | ------------------ | --------------------------------- | ------------------ |
| Nuk Mundem Pa ty   | Albanska | -                  | Festivali i Këngës | Albanien                          | 24 december , 2009 |
| It's All About You | Engelska | Demo               | Klan TV            | Albanien                          | 5 februari, 2010   |
| It's All About You | Engelska | Vers. 2            | Skopje Fest 2010   | Makedonien                        | 27 februari, 2010  |
| It's All About You | Engelska | Vers. 3            | Online             | Albanien                          | 18 mars, 2010      |
| It's All About You | Engelska | Slutgiltig version | Videoklipp         | Europa                            | 21 mars, 2010      |

## Listplaceringar
| Lista (2010)              | Högsta placering |
| ------------------------- | ---------------- |
| Belgiska singeltopplistan | 21               |